# Carmen Romano
Carmen Romano Nolk (Ciudad de México, 10 de febrero de 1926-Ib., 9 de mayo de 2000) también Carmen Romano de López Portillo, fue la primera esposa del presidente José López Portillo y la primera dama de México de 1976 a 1982.
Hija de Margarita Nolk Traviesso y de Alfonso Romano Guillemín, este último alto funcionario de la empresa estadounidense Ford Motor Company.

## Primera dama de México
Durante su gestión se unificaron el Instituto Nacional de Protección a la Infancia (INPI) y el Instituto Mexicano de Atención a la Niñez (IMAN), que duplicaban sus funciones, y el 10 de enero de 1977 se creó el Sistema Nacional para el Desarrollo Integral de la Familia (DIF). También puso en marcha, por vez primera y a gran escala, diversos programas culturales, lo que constituyó una manera original de realizar su trabajo como primera dama. Así se creó el Fondo Nacional para Actividades Sociales (Fonapas).[cita requerida]
Cumplió con las actividades que le correspondían como esposa del presidente: acompañarlo a ceremonias, festivales, giras de trabajo, inauguración de obras, recibir al cuerpo diplomático, etcétera.[cita requerida]
Como primera dama de México, abrió posibilidades de educación artística a muchos jóvenes sin recursos, ya que se establecieron casas de cultura y talleres de enseñanza musical y se formaron orquestas profesionales como la Orquesta Filarmónica de la Ciudad de México, fundada bajo la batuta del maestro Fernando Lozano Rodríguez en 1978. En mayo de 1979 creó el Premio Internacional Literario Ollin Yoliztli, para "ponderar los méritos de los escritores en habla española".